# Lansana Conté
Lansana Contè (ur. 30 listopada 1934 w Dubréce, zm. 22 grudnia 2008 w Konakry) – gwinejski polityk, prezydent Gwinei w latach 1984–2008.

## Młodość
Conte, urodzony w Moussayah Loumbaya (Dubreka), został wykształcony w lokalnej szkole koranicznej, po czym uczęszczał do szkoły w Dubrece, a następnie rozpoczął studia w szkole wojskowej w Bingerville (Wybrzeże Kości Słoniowej) i Saint-Louis (Senegal). Muzułmanin, przedstawiciel grupy etnicznej Soussou.

## Wojsko i działalność polityczna
W 1955 Conte wstąpił do armii francuskiej i został wysłany do Algierii, walcząc tam w wojnie algierskiej (w 1957). Po służbie w szeregach francuskich powrócił do Gwinei, która uzyskała 2 października 1958 niepodległość z rąk Francji. Został wcielony do nowo utworzonej armii, z rangą sierżanta. W 1962 uczęszczał do Camp Alpha, szkoły oficerskiej w Konakry. Wkrótce potem został przeniesiony do 2. Batalionu Artylerii w Kindia. 1 lipca 1963 został mianowany podporucznikiem, a dwa lata później porucznikiem. 22 listopada grupa gwinejskich uchodźców przebywających w Gwinei Portugalskiej (obecnie Gwinea Bissau) przekroczyła granicę w celu obalenia władzy prezydenta Ahmeda Sèkou Tourè. Conte uczestniczył w operacji obrony stolicy, co pozwoliło siłom rządowym dać odpór inwazji. W uznaniu zasług dla narodu, 27 lutego 1971 Conte został awansowany do stopnia kapitana. W 1973 został mianowany komendantem strefy operacyjnej w Boke (w północno-zachodniej Gwinei) w celu wspierania ruchu niepodległościowego w sąsiedniej Gwinei Portugalskiej. 10 maja 1975 został asystentem szefa sztabu armii.
W 1977 Conte był przewodniczącym gwinejskiej delegacji podczas negocjacji dotyczących rozwiązania sporów granicznych z Gwineą Bissau, a w 1980 został wybrany do Zgromadzenia Narodowego, gdzie reprezentował rządzącą Demokratyczną Partię Gwinei. Rok później odbył pielgrzymkę do Mekki.

## Prezydentura

### Zamach w 1984 i rządy wojskowych
Prezydent Ahmed Sekou Toure, głowa państwa od czasu uzyskania niepodległości, zmarł 26 marca 1984. Premier Louis Lansana Beavogui został powołany na pełniącego obowiązki prezydenta. W takiej sytuacji Conte 2 kwietnia 1984 dokonał przewrotu wojskowego i obalił rząd.
Conte oskarżył reżim Toure o łamanie praw człowieka i uwolnił 250 tys. więźniów politycznych. Zachęcił także do powrotu z uchodźstwa około 200 tys. Gwinejczyków.
Obowiązująca konstytucja została natychmiast zawieszona, podobnie jak Zgromadzenie Narodowe. Zakazano wszelkiej działalności politycznej. W kraju utworzono 25-osobowy Wojskowy Komitet Narodowej Odnowy pod przewodnictwem Conte, który 5 kwietnia został ogłoszony prezydentem republiki.
4 lipca 1985 premier Diarra Traore, pułkownik, który uczestniczył w przewrocie w 1984, próbował przejąć władzę, podczas gdy Conte uczestniczył w szczycie państw ECOWAS w Lomè w Togo. Jednak siły lojalne Conte zdobyły kontrolę w stolicy, dokonując następnie na około 100 rebeliantach (włącznie z Traore) egzekucji. 3 kwietnia 1990 Conte został awansowany do rangi generała armii.

### Reformy gospodarcze i polityczne
Reformy gospodarcze Conte, łącznie m.in. z dewaluacją narodowej waluty i redukcją administracji rządowej spotkały się z poparciem i pomocą Międzynarodowego Funduszu Walutowego oraz pozytywną reakcją Zachodu, znacznie zwiększając zagraniczne inwestycje.
Na początku lat 90. Conte zapoczątkował transformację Gwinei w kierunku cywilnych i wielopartyjnych rządów. Nowa konstytucja została zatwierdzona 23 grudnia 1990 w powszechnym referendum, a 16 stycznia 1991 został rozwiązany Wojskowy Komitet Narodowej Odnowy. Na jego miejsce utworzono komitet składający się z cywilnych i wojskowych urzędników. Partie polityczne zostały ponownie zalegalizowane w 1992, w celu przeprowadzenia wolnych wyborów.

### Rządy cywilne

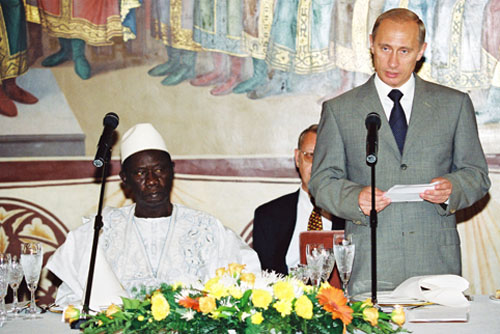
Lansana Conté oraz prezydent Władimir Putin, Moskwa, 2001

Pierwsze wielopartyjne wybory prezydenckie od czasów uzyskania niepodległości odbyły się 19 grudnia 1993. Conte kandydował z ramienia nowo powstałej Partii Jedności i Postępu, uzyskując większość 51,7% głosów. Drugie miejsce zajął Alpha Condé ze Zgromadzenia Ludu Gwinei z wynikiem 19,6% głosów.
2 lutego 1996 miały miejsce zamieszki w Gwinei, które o mało nie doprowadziły do upadku rządów Conte po tym, jak wojsko wszczęło bunt z powodu niewypłaconego żołdu. Zginęło kilkadziesiąt osób oraz poważnie zniszczono prezydencką rezydencję.
W kolejnych wyborach prezydenckich w 1998, Conte ponownie zwyciężył, zdobywając 56,1% głosów. W listopadzie 2001 w wyniku przeprowadzonego referendum zniesiono ograniczenia w limicie kadencji prezydenta oraz wydłużono jego kadencję z 5 do 7 lat. Za zmianami opowiedziało się 98,4% wyborców, jednakże rezultat referendum został odrzucony przez partie opozycyjne, które uznały wyniki za sfałszowane.
Conte odniósł zwycięstwo także w trzecich wyborach prezydenckich 21 grudnia 2003, zdobywając 95,3% głosów. Jeden z opozycyjnych kandydatów zbojkotował jednak głosowanie, wyrażając swoje przekonanie, że Conte nigdy nie byłby w stanie zwyciężyć uczciwie przy aż tak wysokiej przewadze. 20 stycznia 2004 prezydent został oficjalnie zaprzysiężony na kolejna 7-letnia kadencję.
19 stycznia 2005 w Konakry w kierunku prezydenckiej kolumnady samochodów oddano serię strzałów, w czym dopatrywano się nieudanej próby zamachu, Conte nie został jednak ranny. Wystąpił w państwowym radiu i telewizji, mówiąc, że przeżył, ponieważ Bóg nie zdecydował jeszcze, iż jest już pora na jego odejście.
W kwietniu 2006 Conte z powodu kłopotów zdrowotnych został przewieziony do Maroka na specjalistyczne leczenie. Większość obywateli sądziła, że może nigdy już nie wrócić do rządów. W maju 2006 po wzroście cen ryżu i benzyny doszło w Conakry do zamieszek społecznych, w wyniku których na skutek działania służb bezpieczeństwa zginęło około 20 osób. W sierpniu 2006 Conte został przewieziony na dalsze leczenie do Szwajcarii. Tymczasem w kraju Henriette Conte, pierwsza żona prezydenta, została oskarżona o nadużycia finansowe, nielegalne zdobycie majątku i łamanie prawa.
W sierpniu 2006 Human Rights Watch opublikowała 30-stronicowy raport dotyczący łamania praw człowieka w Gwinei, ukazujący brak władzy w państwie z powodu przeciągającej się choroby prezydenta oraz wyrażający obawy na przyszłość.

### Strajki i zamieszki społeczne w 2007
10 stycznia 2007 w Gwinei wybuchł ogólnokrajowy strajk generalny. Protestujący sprzeciwiali się dalszym rządom prezydenta Conte, którego oskarżali o złe zarządzanie gospodarką i nadużywanie władzy. Do największych demonstracji doszło 22 stycznia, kiedy to w Conakry zebrało się 30 tysięcy osób. Mieli oni zamiar udać się pod budynek Zgromadzenia Narodowego, jednak siły policyjne otworzyły do tłumu ogień, zabijając co najmniej 17 osób. W ciągu trwających ponad dwa tygodnie strajków, śmierć poniosło co najmniej 90 osób.
27 stycznia 2007 związki zawodowe podpisały z prezydentem Conte porozumienie kończące strajki, które przewidywało powołanie nowego premiera. Prezydent 9 lutego 2007 mianował premierem Eugène Camara. Wyznaczenie Camary na stanowisko premiera nie zadowoliło jednak związków zawodowych i opozycji, która postrzegała go jako człowieka starego establishmentu. Wraz ze wskazaniem jego osoby, w Gwinei na nowo wybuchły strajki i zamieszki w kilku częściach kraju. W odpowiedzi na nie prezydent Conte wprowadził w Gwinei 12 lutego 2007 stan wojenny. Propozycja pozostania przez Camare na stanowisku szefa rządu przez próbny okres trzech miesięcy została odrzucona przez związki zawodowe.
Porozumienie, przy mediacji ECOWAS, osiągnięto 25 lutego 2007. Prezydent Conte zgodził się do 2 marca wyznaczyć nowego kandydata na stanowisko premiera z listy zaproponowanej mu przez protestujące związki. W zamian za to 27 lutego 2007 zakończono strajki. 26 lutego 2007 Conte zdymisjonował Eugene Camarę, wybierając na jego następcę Lansanę Kouyaté.
20 maja 2008 prezydent Lansana Conté, dekretem ogłoszonym późnym wieczorem na antenie telewizji, usunął ze stanowiska premiera Lansanę Kuoyaté i mianował jego następcą Souaré. Oznaczało to ponowne wzmocnienie władzy prezydenckiej, gdyż nowy premier postrzegany był jako zwolennik prezydenta.

## Śmierć
23 grudnia 2008, we wczesnych godzinach porannych, przewodniczący Zgromadzenia Narodowego Aboubacar Somparé, ogłosił śmierć prezydenta Lansany Conté 22 grudnia 2008 o godzinie 18.45 „po długiej chorobie”, nie podając jednak przyczyny zgonu. Somparé wystąpił razem z premierem Ahmedem Tidiane Souaré oraz dowódcą wojsk. Rząd ogłosił 40-dniową żałobę narodową, a generał zaapelował do armii o spokój i pozostanie w garnizonach. Zgodnie z konstytucją, Somparé, jako przewodniczący parlamentu, przejął obowiązki prezydenta kraju, które powinien pełnić do czasu wyboru nowego prezydenta w ciągu 60 dni.
Jednakże już sześć godzin po wystąpieniu Somparé, w telewizyjnym oświadczeniu Moussa Dadis Camara ogłosił powołanie Rady Narodowej na rzecz Demokracji i Rozwoju (CNDD) i przejęcie przez nią władzy od rządu. Zapowiedział zawieszenie konstytucji oraz działalności politycznej, a także rozwiązanie rządu i innych instytucji republiki. 24 grudnia Camara ogłosił się nowym prezydentem republiki.
26 grudnia 2008 odbył się uroczysty pogrzeb Lansany Conté. Ciało prezydenta wystawiono na katafalku w budynku parlamentu, skąd zabrano je na stadion narodowy, gdzie przy udziale 20 tysięcy osób odprawiono główne uroczystości pogrzebowe. W uroczystościach wzięli udział prezydenci państw sąsiednich: Liberii, Sierra Leone, Wybrzeża Kości Słoniowej, Gwinei Bissau oraz przedstawiciele UA i ECOWAS. Po uroczystościach ciało prezydenta złożono do grobu w rodzinnej miejscowości Lansanaya.